# Schatzberg (Dießen am Ammersee)

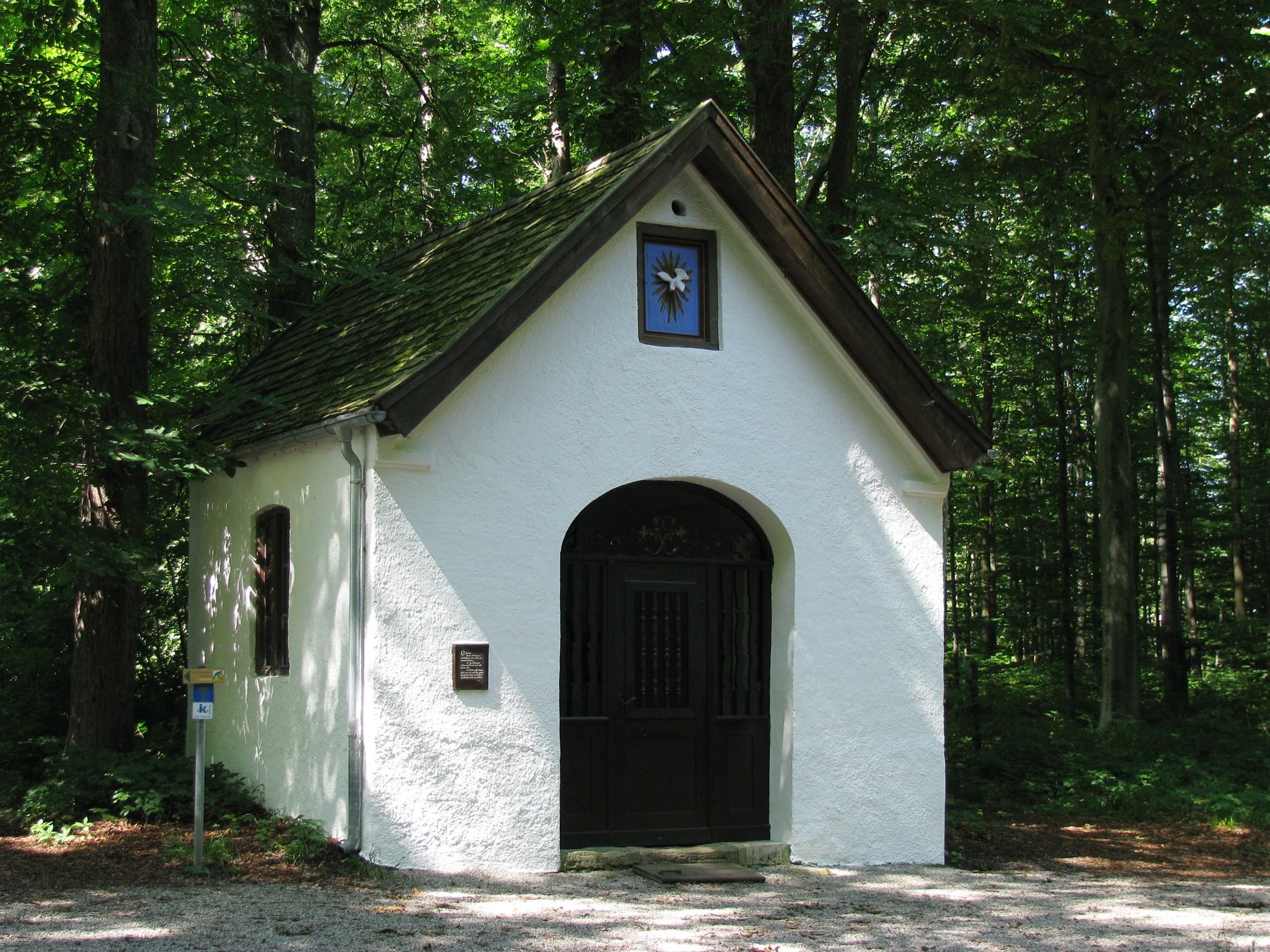
Burgkapelle von 1792

Der Schatzberg ist ein 677 m hoher Moränenhügel der Würmeiszeit auf dem Gebiet des Marktes Dießen am Ammersee im oberbayerischen Landkreis Landsberg am Lech.

## Lage und Umgebung
Der Schatzberg liegt westlich des Ortsteils Ziegelstadl des Marktes Dießen am Ammersee, die Distanz zum Ammersee (533 m) beträgt etwa 3 km.
Vom Gipfel bietet sich bei entsprechendem Wetter ein prächtiger Blick auf die Alpen.

## Geologie
In seiner heutigen Form entstand der Schatzberg in der Würmeiszeit, als der Ammerseegletscher nur die Südseite des Nagelfluhfelsens abschliff. Der angrenzende Burgberg ist vorwiegend aus tertiärem Löss aufgebaut, auf dem Schotter und Nagelfluh aufliegt.

## Namen
Im Mittelalter wurde der Berg als Irsingsberg bezeichnet, der heutige Name ist erst seit 1788 nachweisbar.
Der nördlichere Burgberg wurde Shonenberg genannt.

## Geschichte
Auf dem Gipfel des Schatzberges befand sich im Mittelalter vermutlich eine Palisadenfestung zur Verteidigung der tiefergelegenen Burg auf dem heutigen Burgberg (648 m). Dieser befindet sich etwa 600 m nordwestlich des Gipfels mit dem frühmittelalterlichen Burgstall Sconenburg der Grafen von Dießen-Andechs.
Als Graf Heinrich II. von Dießen seinen Besitz um und in Dießen dem Kloster vermachte, lässt er 1158 in der Schenkungsurkunde die Schleifung der Burg festhalten. Jedoch wird im 14. Jahrhundert noch ein Wirtschaftshof auf dem Burgberg genannt und erst Anfang des 20. Jahrhunderts wurden die letzten Tuffquader der ehemaligen Burg abgetragen. Ab 1860 wurde der Burgstall auch als Kiesgrube genutzt und bis 1970 als Abfalldeponie. Heute erinnert nur eine kleine 1999 errichtet Tuffmauer mit Gedenktafel an die Sconenburg.
In unmittelbarer Nähe des Burgstalls befinden sich die 1792 erbaute Burgkapelle, die erst 1862 zu ihrer heutigen Größe erweitert wurde.
Unterhalb liegt das Mechtildisbrünnlein von 1885.